# Boomerang-Gletscher
Der Boomerang-Gletscher ist ein 16 km langer Gletscher mit moderatem Gefälle an der Scott-Küste des ostantarktischen Viktorialands. Er fließt vom Mount Dickason in der Deep Freeze Range in südlicher Richtung zum Browning-Pass an der Nordseite der Nansen-Eistafel.
Die Nordgruppe der britischen Terra-Nova-Expedition (1910–1913) entdeckten ihn und benannten ihn nach seiner an einen Bumerang erinnernde Form.